# Acueducto del Monte Evelyn
El Acueducto del Monte Evelyn (en inglés: Mount Evelyn Aqueduct) era una antigua infraestructura de abastecimiento de agua de Melbourne, que fue construida por la Junta de Obras del O'Shannassy sistema de abastecimiento de Melbourne y su área Metropolitana (diseños preparados en 1910-1911). Cuando el acueducto cruza las áreas más bajas alrededor Wandin y se acerca a Mount Evelyn, tenía  tuberías de acero o de madera. Pasó por la localidad de Mount Evelyn en un canal abierto (excepto por una corta distancia junto a la vía del tren) alrededor de los contornos locales a justo por encima de lo que hoy es la Universidad Johns Crescent, entonces parte del 'Pine Mont Estate. 
Desde este punto, el acueducto fue trasladado de nuevo a los tubos de acero que pasaban por el Olinda Creek y el camino Swansea  para alimentar el embalse de Olinda, en el área de Edinburgh Road. Este embalse, ahora techado, estaba a cielo abierto.